# NGC 6387
NGC 6387 este o astronomical radio source⁠(d) situată în constelația Dragonul. A fost descoperită în 22 iulie 1886 de către Lewis A. Swift.